# Диоцез Фюна
Диоцез Фюна (дат. Fyens Stift) — один из десяти диоцезов Церкви Дании. По данным 2016 года прихожанами диоцеза является 80,1% населения.
Кафедральным собором диоцеза является Собор Святого Кнуда в Оденсе.

## История
Епархия Отинии (латинское название Оденсе) была основана в 988 году и была суффраганом епархии Шлезвига. В XI веке архиепископы Гамбурга-Бремена сражались с архиепископами Кентерберийскими за юрисдикцию над Оденсе. Первым епископом был англосакс Регинберт (также Регинар). С 1104 года епархия принадлежала епархии Лунда, которая в то время была суффраганом архиепископства Гамбург-Бремен.
После Реформации епархия стала лютеранской.

## Епископы

### Католические
- Одинкар Хвиде: 988 — 10??
- Регинберт I: 1022 — 10??
- Гилберт: 1048 — 1072
- Хубальд: 1101 — 11??
- Герман: 1136 — 1138
- Рикольф: 1138 — 1163
- Линус: 1163 — 11??
- Симон: 1170 — 1186
- Йон I: 1186 — 1213
- Лойус: 1213 — 1236
- Ивер: 12?? — 1245
- Нильс: 1245 — 1247
- Якоб: 1247 — 1252
- Регинберт II: 1252 — 1267
- Петер: 1267 — 1276
- Йон II: 1277 — 1286
- Гисико: 1286 — 1300
- Педер Паг: 1304 — 1339
- Нильс Йонссон: 1340 — 1362
- Эрик Йохансен Краб: 1362 — 1376
- Вальдемар Подубеск: 1376 — 1392
- Теус Подубеск: 1392 — 1400
- Йенс Овесен: 1400 — 1420
- Навн Йенсен: 1420 — 1440
- Хеннинг Торкильдсен Ульфельд: 1440 — 1460
- Могенс Крафсе: 1460 — 1474
- Карл Рённов: 1475 — 1501
- Йенс Андерсен Бельденак: 1501 — 1517

- вакантно (1517 — 1523)

- Йенс Андерсен Бельденак: 1523 — 1529 (восстановлен)
- Кнуд Хенриксен Гильденстерн: 1529 — 1534
- Густав Тролле: 1534 — 1535
- Кнуд Хенриксен Гильденстерн: 1535 — 1536 (восстановлен)

### Лютеранские
- Йорген Садолин: 1537 — 1559
- Якоб Мадсен Вейле: 1587 — 1606
- Ханс Кнудсен Вейле: 1606 — 1616
- Лауридс Якобсен Хиндсхольм: 1651 — 1663
- Нильс Хансен Банг: 1663 — 1676
- Томас Кинго: 1677 — 1703
- Кристиан Рудольф Мюллер: 1704 — 1712
- Кристиан Муус: 1712 — 1717

- вакантно (1717 — 1732)

- Якоб Рамус: 1763 — 1785
- Тённе Блок: 1786 — 1803
- Педер Хансен: 1804 — 1810
- Фредрик Плум: 1811 — 1834
- Николай Фабер: 1834 — 1848

- вакантно (1848 — 1851)

- Кристиан Торнинг Энгельсофт: 1851 — 1889

- вакантно (1889 — 1900)

- Ханс Вальдемар Стир: 1900 — 1903
- Лауриц Николай Балслев: 1903 — 1922

- вакантно (1922 — 1958)

- Ханс Оллгард: 1958
- Кнуд Кристиан Хольм: 1958 — 1984
- Винсент Линд: 1984 — 1995
- Крестен Дрейергаард: 1995 — 2012
- Тине Линдхардт: 2012 — н. в.